# Catocala nana
Catocala nana là một loài bướm đêm trong họ Erebidae.